# Słowik (Kielce)

Dzielnice i osiedla Kielc, Słowik ma na mapie nr 34

Słowik (oficjalnie Słowik-Willa) – południowo-zachodnia część Kielc, położona pomiędzy Pasmem Zgórskim a Pasmem Posłowickim. Przepływa przez nią rzeka Bobrza. Słowik był w drugiej połowie XIX wieku i pierwszej połowie XX wieku zapleczem wypoczynkowym miasta Kielce. Przebiega przez niego droga wojewódzka nr 762 oraz linia kolejowa w kierunku Krakowa. Znajduje się tu przystanek kolejowy Kielce Słowik oraz kościół pw. św. Teresy od Dzieciątka Jezus.
Słowik graniczy z:
- od północy: Białogon, Zalesie
- od południa: miejscowość Zagrody, Sitkówka
- od zachodu: Nowiny
- od wschodu: Białogon

Słowik jest punktem początkowym  zielonego szlaku spacerowego prowadzącego do rezerwatu Biesak-Białogon.
Przez Słowik przechodzi również  niebieski szlak turystyczny z Chęcin do Łagowa.
Komunikacja miejska – linie 19, 27, 29, 31 oraz linia sezonowa, T.